# Дейви Джонс (персонаж)
Де́йви Джонс (англ. Davy Jones) — персонаж, появляющийся в серии фильмов «Пираты Карибского моря» в исполнении актёра Билла Найи. Он фигурирует во втором и третьем фильмах франшизы, «Пираты Карибского моря: Сундук мертвеца» и «Пираты Карибского моря: На краю света», а также возвращается в сцене после титров пятой картины, «Пираты Карибского моря: Мертвецы не рассказывают сказки». Он является капитаном «Летучего голландца» (основанного на одноимённом корабле-призраке).
По мнению журнала Entertainment Weekly, Дейви Джонс стал вторым наиболее убедительным персонажем, созданным компьютерными технологиями, после Кинг-Конга в 2007 году. Industrial Light & Magic получила премию «Оскар» за лучшие визуальные эффекты за работу над образом капитана «Летучего голландца».
Персонаж был основан на суеверии о Рундуке Дейви Джонса.

## Концепция и создание
На роль Дейви Джонса, кроме исполнившего её Билла Найи, также пробовались Джим Бродбент, Иэн Глен и Ричард Э. Грант.
Как и вся команда «Летучего голландца» (кроме «Прихлопа» Билла), Дейви Джонс является 3D-моделью, созданной компьютерными технологиями, но глаза и губы — загримированный Билл Найи. Анимация была создана технологией Motion Capture. На 20 секунд в третьем фильме Джонс появляется как человек, играемый Найи в костюме.

### Внешний облик

Билл Найи в образе Дейви Джонса

Облик Дейви Джонса был разработан создателями фильма из смеси различной морской фауны и некой стереотипности в образе пиратского капитана, в частности, Бартоломью Робертса и Чёрной Бороды. Самая интересная особенность Джонса — его голова, и прежде всего борода, состоящая из щупалец. Под шляпой находится лицо в виде тела гигантского осьминога. Носа у него, по всей видимости, нет, но есть одно отверстие на левой скуле, через которое он дышит. Вместо левой руки у него клешня омара, вместо указательного пальца на правой руке — длинное щупальце, а правая нога — крабья. Джонс говорит с ясно выраженным шотландским акцентом. Также его облик очень близок к облику Ктулху из произведений Говарда Филлипса Лавкрафта. При разговоре с Калипсо Джонс принимал свой «человеческий облик»: мужчины средних лет с седой бородой.

### Характер
Джонс беспощаден и безжалостен ко всем, особенно к своей команде и подчиненным. Он говорит: «Жизнь так жестока, почему жизнь за гробом должна быть иной?» Хитёр, коварен, не терпит нарушений договоров, которые с ним заключают, хотя сам нередко не выполняет данных обещаний. Тем не менее проявляет чувства привязанности и любви. Порой сентиментален.

## Вымышленная биография персонажа

### Предыстория
Когда-то Дейви Джонс был человеком, обычным пиратом. Но однажды он встретил и страстно полюбил женщину, которой оказалась богиня Калипсо, покровительница моряков. Калипсо ответила ему взаимностью. Она поручила Джонсу переправлять на тот свет души людей, погибших в море, для чего наделила капитана и всех, кого он возьмёт в команду, бессмертием, и лишь раз в десять лет он имел право сойти на берег. Но однажды она предала его, не явившись на встречу по истечении десятилетнего срока служения в море. Джонс перестал выполнять свои обязательства и в отместку выдал её первому союзу пиратских баронов, решивших пленить её, заключив в тело земной женщины. Джонс вырезал из груди своё сердце и заключил его в сундук, став навечно капитаном «Летучего голландца». Он не знал, что Калипсо прокляла его. Заклятие, дававшее ему и его команде вечную жизнь, обратилось против них. Дейви Джонс и вся команда «Летучего голландца» понесли наказание — их облик стал представлять собой нечто среднее между людьми и разными морскими тварями.

### Пираты Карибского моря: Сундук мертвеца
Впервые Дейви Джонс появляется во второй части франшизы. Он напоминает Капитану Джеку Воробью об условиях их сделки. Тот утверждает, что был капитаном только два года из-за мятежа Гектора Барбоссы, однако Джонс не принимает это оправдание. Затем Джек пытается избежать ответственности, отправляя Уилла Тёрнера на «Летучий голландец» вместо себя. Они заключают новую сделку: по условиям, Джек избежит службы на «Летучем голландце» если в течение трёх дней предоставит Дейви Джонсу сотню душ. Джонс соглашается и убирает чёрную метку с руки Джека, а также оставляет Уилла «в качестве задатка».
Пребывая на борту «Летучего голландца», Уилл бросает вызов Дейви Джонсу в игре «верю-не верю». В удалённой сцене Уилл ставит на кон срок службы в 100 лет взамен свободы своего отца, выигрывает у Джонса и только потом предлагает сыграть ему ещё раз. В театральной версии Уилл сразу ставит вечную службу на корабле против ключа от сундука с сердцем Джонса. Прихлоп Билл присоединяется к игре, чтобы спасти Уилла от поражения. Несмотря на то, что все играющие думают, что Уилл проиграл, он на самом деле одержал бы вторую победу, если бы правила игры соответствовали реальным, где единица на кубике приравнивается к любому нужному числу. Но вмешивается Прихлоп Билл и нарочно проигрывает, думая, что спасает сына. Уилл заявляет отцу, что он просто хотел узнать местоположение ключа. На следующее утро, узнав о потере ключа, Дейви Джонс приказывает Кракену уничтожить корабль, перевозивший Тернера, однако тому удаётся выжить. После этого «Голландец» направляется к острову Креста, дабы помешать Воробью завладеть сундуком.
Джонс отправляет свою команду на захват сундука, с чем те справляются. Не сумев нагнать «Чёрную жемчужину», капитан «Летучего голландца» вызывает Кракена, который забирает Джека Воробья вместе с его кораблём в личный тайник Дейви Джонса. Желая убедиться, что его сердце всё ещё на месте, Джонс приказывает открыть сундук, который, однако, оказывается пуст. Как оказалось, сердце было похищено Джеймсом Норрингтоном, который доставил его Ост-Индской торговой компании.

### Пираты Карибского моря: На краю света
На момент событий На краю света Дейви Джонс находится в подчинении у Катлера Беккета и Ост-Индской торговой компании. Обладая его сердцем, Беккет угрожает убить Джонса в случае неподчинения. Он приказывает ему уничтожать все встречающиеся пиратские корабли, в то же время испытывая раздражение от того, что капитан «Летучего голландца» не оставляет выживших, надеясь получить от них информацию о совете братства. Также, по поручению Беккета Джонс убивает Кракена. Впоследствии «Летучий голландец» уничтожает флагман Сяо Фэня и захватывает в плен Элизабет Суонн, в последний момент ставшую капитаном. Затем он предлагает умирающему Джеймсу Норрингтону присоединиться к его команде, однако адмирал выбирает смерть, всадив шпагу в грудь Джонса. После этого Дейви Джонс пытается восстать против Ост-индской торговой компании, однако контроль над кораблем переходит в распоряжение правой руки Беккета, Мерсера.
Некоторое время спустя Беккет вызывает Джонса на свой корабль, где тот сталкивается с Уиллом Тёрнером, сообщающем ему о побеге Джека Воробья и намерении совета братства освободить Калипсо. Троица отправляется в Бухту погибших кораблей.
Дейви Джонс навещает запертую в трюме «Чёрной жемчужины» Калипсо. Между ними происходит разговор относительно её предательства и его проклятья, которое Калипсо временно нейтрализует, позволяя Джонсу принять человеческий облик. Перед уходом Джонс говорит Калипсо, что его сердце всегда будет принадлежать ей. Калипсо, не зная о предательстве Джонса, обещает воссоединиться с ним после освобождения.
Он участвует в переговорах, в ходе которых вместе с Бекеттом получает Джека в обмен на Тёрнера. После освобождения Калипсо Уилл рассказывает ей о предательстве возлюбленного. Она исчезает, отказавшись помочь пиратам в противостоянии с Ост-Индской компанией. Её ярость приводит к образованию водоворота, где начинается финальное сражение между «Чёрной жемчужиной» и «Летучим голландцем».
Во время боя Джонс убивает Мерсера и возвращает ключ от сундука, в то время как Джек захватывает сам сундук. Между ними разворачивается битва. Затем Дейви Джонс вступает в противостояние против Уилла и Элизабет. Быстро победив Элизабет, он получает удар в спину от Уилла. Джек угрожает проткнуть его сердце, в ответ на что Джонс убивает Уилла. Увидев это, Прихлоп Билл возвращает контроль над рассудком и нападает на Джонса. Тот с лёгкостью побеждает его, однако в этот момент Джек помогает умирающему Уиллу пронзить сердце капитана «Летучего голландца». Дейви Джонс умирает и падает в водоворот, взывая к Калипсо.

### Пираты Карибского моря: Мертвецы не рассказывают сказки
В сцене после титров казалось бы воскресший Дейви Джонс посещает спящих Уилла Тёрнера и Элизабет Суонн. Уилл ощущает его присутствие и просыпается, однако не обнаруживает никого поблизости. В то время как он приходит к выводу, что это был сон, на полу остаются лужа морской воды и моллюски, намекая на возвращение Джонса.

## Способности
Как капитан «Летучего голландца» и «морской дьявол», Джонс был наделён создателями различными сверхъестественными способностями. Он может телепортироваться — так он переносит себя с разбитого корабля на «Чёрную жемчужину» — и проходить сквозь стены собственного корабля. Обычно Джонс полагается на свой корабль, команду и кракена, но в финальной битве третьей части он также показан хорошим фехтовальщиком, на равных сражающимся с Джеком Воробьём. Его отрубленные щупальца могут двигаться независимо от хозяина, как в эпизоде с ключом, и он использует их как оружие в сцене убийства Мёрсера. Джонс может отслеживать любую свою жертву по «чёрной метке». Метку может поставить любой член его команды, но снять её может только Джонс. В отличие от своей команды Джонс может выйти на землю только раз в десять лет. Наконец, Джонс может вызывать кракена и управлять им, заставляя его уничтожать судна.

## Критика и отзывы
По мнению журнала Entertainment Weekly, Дейви Джонс стал вторым наиболее убедительным персонажем, созданным компьютерными технологиями, после Кинг-Конга.
Работа над образом Дейви Джонса в фильме «Пираты Карибского моря: Сундук мертвеца» была награждена «Оскаром» в номинации «Лучшие визуальные эффекты». За эту роль Билл Найи получил номинацию на кинопремию MTV в категории лучший злодей.